# An Vĩnh Ngãi
An Vĩnh Ngãi là một xã thuộc thành phố Tân An, tỉnh Long An, Việt Nam.

## Địa lý
Xã An Vĩnh Ngãi nằm ở phía nam thành phố Tân An, có vị trí địa lý:
- Phía đông giáp huyện Châu Thành
- Phía tây giáp Phường 4 và phường Tân Khánh
- Phía nam giáp tỉnh Tiền Giang
- Phía bắc giáp Phường 7.

Xã An Vĩnh Ngãi có diện tích 6,70 km², dân số năm 2022 là 7.260 người, mật độ dân số đạt 1.083 người/km².

## Hành chính
Xã An Vĩnh Ngãi được chia thành 4 ấp: Hòa Bình, Hòa Ngãi, Vĩnh Bình, Vĩnh Hòa.

## Lịch sử
Sau năm 1975, An Vĩnh Ngãi là một xã thuộc huyện Châu Thành.
Ngày 11 tháng 3 năm 1977, Hội đồng Chính phủ ban hành Quyết định số 54-CP về việc thành lập huyện Tân Châu trên cơ sở huyện Tân Trụ và huyện Châu Thành. Khi đó, xã An Vĩnh Ngãi thuộc huyện Tân Châu.
Ngày 19 tháng 9 năm 1980, Hội đồng Chính phủ ban hành Quyết định số 298-CP về việc đổi tên huyện Tân Châu thành huyện Vàm Cỏ. Khi đó, xã An Vĩnh Ngãi thuộc huyện Vàm Cỏ.
Ngày 14 tháng 1 năm 1983, Hội đồng Bộ trưởng ban hành Quyết định số 05-HĐBT về việc sáp nhập xã An Vĩnh Ngãi thuộc huyện Vàm Cỏ vào thị xã Tân An.
Ngày 19 tháng 6 năm 2006, Chính phủ ban hành Nghị định số 60/2006/NĐ-CP về việc thành lập Phường 7 trên cơ sở điều chỉnh 185,09 ha diện tích tự nhiên và 1.475 người của xã An Vĩnh Ngãi.
Sau khi điều chỉnh địa giới hành chính, xã An Vĩnh Ngãi còn lại 675,60 ha diện tích tự nhiên và 4.227 người.
Ngày 24 tháng 8 năm 2009, Chính phủ ban hành Nghị quyết số 38/NQ-CP về việc thành lập thành phố Tân An thuộc tỉnh Long An. Xã An Vĩnh Ngãi trực thuộc thành phố Tân An.